# Michel Kruijer
Michel Kruijer (Velsen, 27 februari 1977) is een Nederlands voetballer van Haarlem. Hij speelt als verdediger.
Hij debuteerde op 28 september 1996 in de wedstrijd Telstar - Veendam (1-0).

## Statistieken
| Seizoen                                               | Club            | Competitie     | Wedstrijden | Doelpunten |
| ----------------------------------------------------- | --------------- | -------------- | ----------- | ---------- |
| 1996/97                                               | Telstar         | Eerste divisie | 23          | 2          |
| 1997/98                                               | Telstar         | Eerste divisie | 31          | 2          |
| 1998/99                                               | Telstar         | Eerste divisie | 27          | 1          |
| 1999/00                                               | Excelsior       | Eerste divisie | 31          | 0          |
| 2000/01                                               | Excelsior       | Eerste divisie | 21          | 2          |
| 2001/02                                               | Excelsior       | Eerste divisie | 2           | 1          |
| 2002/03                                               | Go Ahead Eagles | Eerste divisie | 11          | 0          |
| 2003/04                                               | Go Ahead Eagles | Eerste divisie | 32          | 5          |
| 2004/05                                               | MVV             | Eerste divisie | 19          | 1          |
| 2005/06                                               | MVV             | Eerste divisie | 5           | 0          |
| 2006/07                                               | Haarlem         | Eerste divisie | 20          | 2          |
| 2007/08                                               | Haarlem         | Eerste divisie | 24          | 4          |
| 2008/09                                               | Haarlem         | Eerste divisie | 28          | 1          |
| Totaal                                                | Totaal          | Totaal         | 274         | 21         |
| Tabel voor het laatst bijgewerkt op 23 november 2008. |                 |                |             |            |